# Dekar
Dekar – wieś w Botswanie w dystrykcie Ghanzi. Według spisu ludności z 2011 roku wieś liczyła 1668 mieszkańców.